# Danielsville
Danielsville – miasto w Stanach Zjednoczonych, w stanie Georgia, siedziba administracyjna hrabstwa Madison.